# Scott Rudin
Scott Rudin (sinh ngày 14 tháng 7 năm 1958) là một nhà sản xuất điện ảnh, truyền hình và kịch hát người Mỹ. Ông là chủ nhân của tượng vàng Oscar khi sản xuất Không chốn dung thân (2007); những bộ phim nổi tiếng khác gắn liền với tên tuổi của ông gồm The Addams Family (1991), The Firm (1993), Clueless (1995), The First Wives Club (1996), The Truman Show (1999), Zoolander (2001), The Hours (2002), Rock học trò (2003), The Social Network (2010), Cô gái có hình xăm rồng (2011), Fences (2016), Lady Bird: Tuổi nổi loạn (2017) và 8 bộ phim của Wes Anderson. Trên sân khấu Broadway, ông đoạt 15 giải Tony cho các chương trình như The Book of Mormon, Hello, Dolly!, The Humans, A View from the Bridge, Fences và Passion. Ông còn được ghi công ở mảng truyền hình nhờ làm giám đốc sản xuất cho The Newsroom của Aaron Sorkin cho HBO và School of Rock cho Nickelodeon. Năm 2012, Rudin trở thành một trong số ít người sở hữu giải Oscar, Emmy, Grammy và Tony và là nhà sản xuất đầu tiên làm được điều này.

## Đầu đời
Rudin sinh ra và lớn lên tại thị trấn ở Baldwin, New York, nằm ở Long Island. Gia đình ông là người Do Thái.

## Sự nghiệp
Năm 16 tuổi, ông bắt đầu làm trợ lý cho nhà sản xuất kịch hát Kermit Bloomgarden. Sau đó ông tiếp tục làm việc cho Robert Whitehead và Emanuel Azenberg. Thay vì theo đuổi đại học, Rudin nhận làm giám đốc tuyển vai và sau cùng khởi nghiệp công ty riêng. Công ty mới của ông đã tuyển vai cho nhiều buổi diễn Broadway, trong đó có Annie (1997) cho Mike Nichols. Ông còn phụ trách tuyển vai cho Verna: USO Girl của PBS, với sự tham gia của Sissy Spacek và William Hurt; và sê-ri ngắn tập The Scarlet Letter (1979) có sự góp mặt của Meg Foster, Kevin Conway và John Heard. Ngoài ra Rudin còn tuyển vai trong các bộ phim như King of the Gypsies (1978), The Wanderers (1979), Simon (1980) với Alan Arkin và Resurrection (1980).

### Sản xuất điện ảnh
Năm 1980, Rudin chuyển đến Los Angeles và giành được công việc tại Edgar J. Scherick Associates, nơi ông làm nhà sản xuất cho hàng loạt tác phẩm như I'm Dancing as Fast as I Can (1981), sê-ri ngắn tập Little Gloria... Happy at Last của NBC (1982) và phim tài liệu đoạt giải Oscar He Makes Me Feel Like Dancin' (1983). Rudin sau đó thành lập công ty sản xuất phim của riêng mình, Scott Rudin Productions. Bộ phim đầu tiên mà công ty thực hiện là Mrs. Soffel của Gillian Armstrong (1984). Không lâu sau, ông để dự án của mình ngừng vĩnh viễn và gia nhập 20th Century Fox làm giám đốc sản xuất. Tại Fox, ông gặp một giám đốc cấp cao là Jonathan Dolgen; đây là người ông sẽ hợp tác một lần nữa tại Paramount Pictures vài năm sau. Rudin vượt qua đội ngũ tại Fox và trở thành chủ tịch hãng vào năm 1986 năm 28 tuổi.
Thời gian ông đứng đầu ở Fox rất ngắn ngủi, ông sớm rời nơi đó và tham gia vào một thỏa thuận sản xuất với Paramount. Ngày 1 tháng 8 năm 1992, Rudin ký một thỏa thuận với TriStar Pictures nhưng sớm chuyển về Paramount. Giao dịch đầu tiên của Rudin kéo dài gần 15 năm, cho ra đời những tác phẩm gồm The First Wives Club, The Addams Family, Clueless, Sabrina, và Sleepy Hollow.

### Sản xuất kịch hát
Scott Rudin đã đoạt 17 giải Tony (trên tổng số 46 đề cử) và 15 giải Drama Desk Award (trên tổng số 33 đề cử) nhờ sản xuất các buổi diễn Broadway. Là ví dụ điển hình khi cho ra đời từ 2 đến 5 tác phẩm mỗi năm, ông là một trong số những nhà sản xuất có hiệu suất thương mại tốt nhất ở Broadway.

## Danh sách phim

### Điện ảnh
| Năm  | Phim                                            | Chú giải          |
| ---- | ----------------------------------------------- | ----------------- |
| 1982 | I'm Dancing as Fast as I Can                    |                   |
| 1984 | Reckless                                        |                   |
| 1984 | Mrs. Soffel                                     |                   |
| 1990 | Flatliners                                      | Giám đốc sản xuất |
| 1990 | Pacific Heights                                 |                   |
| 1991 | Regarding Henry                                 |                   |
| 1991 | Little Man Tate                                 |                   |
| 1991 | The Addams Family                               |                   |
| 1992 | White Sands                                     |                   |
| 1992 | Sister Act                                      | Giám đốc sản xuất |
| 1992 | Jennifer 8                                      | Giám đốc sản xuất |
| 1993 | Life with Mikey                                 |                   |
| 1993 | The Firm                                        |                   |
| 1993 | Searching for Bobby Fischer                     |                   |
| 1993 | Addams Family Values                            |                   |
| 1993 | Sister Act 2: Back in the Habit                 |                   |
| 1994 | Nobody's Fool                                   |                   |
| 1994 | I.Q.                                            | Giám đốc sản xuất |
| 1995 | Clueless                                        |                   |
| 1995 | Sabrina                                         |                   |
| 1996 | Mother                                          |                   |
| 1996 | The First Wives Club                            |                   |
| 1996 | Ransom                                          |                   |
| 1996 | Marvin's Room                                   |                   |
| 1997 | In & Out                                        |                   |
| 1998 | Twilight                                        |                   |
| 1998 | The Truman Show                                 |                   |
| 1998 | A Civil Action                                  |                   |
| 1999 | South Park: Bigger, Longer & Uncut              | Giám đốc sản xuất |
| 1999 | Bringing Out the Dead                           |                   |
| 1999 | Sleepy Hollow                                   |                   |
| 1999 | Angela's Ashes                                  |                   |
| 2000 | Wonder Boys                                     |                   |
| 2000 | Rules of Engagement                             |                   |
| 2000 | Shaft                                           |                   |
| 2000 | Jordeys                                         |                   |
| 2001 | Zoolander                                       |                   |
| 2001 | The Royal Tenenbaums                            |                   |
| 2001 | Iris                                            |                   |
| 2002 | Orange County                                   |                   |
| 2002 | Changing Lanes                                  |                   |
| 2002 | The Hours                                       |                   |
| 2003 | Marci X                                         |                   |
| 2003 | Rock học trò                                    |                   |
| 2004 | The Stepford Wives                              |                   |
| 2004 | The Manchurian Candidate                        |                   |
| 2004 | The Village                                     |                   |
| 2004 | I Heart Huckabees                               |                   |
| 2004 | Team America: World Police                      |                   |
| 2004 | The Life Aquatic with Steve Zissou              |                   |
| 2004 | Closer                                          | Giám đốc sản xuất |
| 2004 | Lemony Snicket's A Series of Unfortunate Events | Giám đốc sản xuất |
| 2006 | Wild Tigers I Have Known                        | Giám đốc sản xuất |
| 2006 | Freedomland                                     |                   |
| 2006 | Failure to Launch                               |                   |
| 2006 | Reprise                                         | Giám đốc sản xuất |
| 2006 | Venus                                           | Giám đốc sản xuất |
| 2006 | The Queen                                       | Giám đốc sản xuất |
| 2006 | Notes on a Scandal                              |                   |
| 2007 | Không chốn dung thân                            |                   |
| 2007 | The Darjeeling Limited                          |                   |
| 2007 | Margot at the Wedding                           |                   |
| 2007 | There Will Be Blood                             | Giám đốc sản xuất |
| 2008 | The Other Boleyn Girl                           | Giám đốc sản xuất |
| 2008 | Stop-Loss                                       |                   |
| 2008 | Doubt                                           |                   |
| 2008 | Revolutionary Road                              |                   |
| 2009 | Julie & Julia                                   | Giám đốc sản xuất |
| 2009 | Fantastic Mr. Fox                               |                   |
| 2009 | It's Complicated                                |                   |
| 2010 | Greenberg                                       |                   |
| 2010 | The Way Back                                    | Giám đốc sản xuất |
| 2010 | The Social Network                              |                   |
| 2010 | Báo thù                                         |                   |
| 2011 | Moneyball                                       | Giám đốc sản xuất |
| 2011 | Margaret                                        |                   |
| 2011 | Cô gái có hình xăm rồng                         |                   |
| 2011 | Extremely Loud & Incredibly Close               |                   |
| 2012 | The Dictator                                    |                   |
| 2012 | Moonrise Kingdom                                |                   |
| 2012 | Frances Ha                                      |                   |
| 2013 | Inside Llewyn Davis                             |                   |
| 2013 | Captain Phillips                                |                   |
| 2014 | The Grand Budapest Hotel                        |                   |
| 2014 | Rosewater                                       |                   |
| 2014 | While We're Young                               |                   |
| 2014 | Top Five                                        |                   |
| 2014 | Inherent Vice                                   | Giám đốc sản xuất |
| 2014 | Ex Machina                                      | Giám đốc sản xuất |
| 2015 | Mistress America                                |                   |
| 2015 | Aloha                                           |                   |
| 2015 | Steve Jobs                                      |                   |
| 2016 | Trai đẹp lên sàn                                |                   |
| 2016 | Fences                                          |                   |
| 2017 | The Meyerowitz Stories                          |                   |
| 2017 | Lady Bird: Tuổi nổi loạn                        |                   |
| 2018 | Eighth Grade                                    |                   |
| 2018 | Vùng hủy diệt                                   |                   |
| 2018 | Đảo của những chú chó                           |                   |
| 2018 | The Legacy of a Whitetail Deer Hunter           |                   |
| 2018 | Game Over, Man!                                 |                   |
| 2018 | 22 July                                         |                   |
| 2018 | Mid90s                                          |                   |
| 2018 | Cô gái trong lưới nhện ảo                       |                   |
| 2019 | Uncut Gems                                      |                   |
| 2019 | First Cow                                       | Giám đốc sản xuất |
| 2020 | The Woman in the Window                         |                   |
| CTB  | Untitled Lila Neugebauer project                |                   |
| CTB  | The Humans                                      |                   |

Giám đốc tuyển vai
| Năm  | Phim                |
| ---- | ------------------- |
| 1978 | King of the Gypsies |
| 1979 | Last Embrace        |
| 1979 | The Wanderers       |
| 1980 | Simon               |
| 1980 | Hide in Plain Sight |
| 1980 | Resurrection        |

Diễn viên
| Năm  | Phim              | Vai diễn                            |
| ---- | ----------------- | ----------------------------------- |
| 2014 | While We're Young | Khách mời ở buổi tiệcKhông ghi công |

Bộ phận tuyển vai
| Năm  | Tác phẩm     | Chú giải            |
| ---- | ------------ | ------------------- |
| 1980 | Resurrection | Tuyển vai: New York |

Lời cảm ơn
| Năm  | Tác phẩm          | Chú giải          |
| ---- | ----------------- | ----------------- |
| 2009 | Away We Go        | Trân trọng cảm ơn |
| 2010 | Beginners         | Trân trọng cảm ơn |
| 2013 | Night Moves       | Trân trọng cảm ơn |
| 2015 | Louder Than Bombs | Cảm ơn            |
| 2016 | Certain Women     | Trân trọng cảm ơn |
| 2019 | Share             | Trân trọng cảm ơn |

### Truyền hình
| Năm     | Tựa                                                                     | Dạng                 | Chú giải          |
| ------- | ----------------------------------------------------------------------- | -------------------- | ----------------- |
| 1980    | Revenge of the Stepford Wives                                           | Điện ảnh             |                   |
| 1982    | Little Gloria... Happy at Last                                          | Truyền hình ngắn tập | Giám đốc sản xuất |
| 1996–99 | Clueless                                                                | Truyền hình          |                   |
| 2011    | Page Eight                                                              | Điện ảnh             | Giám đốc sản xuất |
| 2012    | The Corrections                                                         | Tập mở đầu           |                   |
| 2013    | Aziz Ansari: Buried Alive                                               | Phim độc lập         | Giám đốc sản xuất |
| 2013    | Another Day, Another Time: Celebrating the Music of Inside Llewyn Davis | Tài liệu             |                   |
| 2014    | Silicon Valley                                                          | Truyền hình          | Giám đốc sản xuất |
| 2012–14 | The Newsroom                                                            | Truyền hình          | Giám đốc sản xuất |
| 2017    | Five Came Back                                                          | Tài liệu             | Giám đốc sản xuất |
| 2016–18 | School of Rock                                                          | Truyền hình          | Giám đốc sản xuất |
| 2019    | What We Do in the Shadows                                               | Truyền hình          | Giám đốc sản xuất |
| 2019    | My Favorite Shapes by Julio Torres                                      | Điện ảnh             | Giám đốc sản xuất |
| 2019    | Diagnosis                                                               | Tài liệu             | Giám đốc sản xuất |
| 2019    | First Wives Club                                                        | Truyền hình          | Giám đốc sản xuất |
| 2019    | Barkskins                                                               | Truyền hình          | Giám đốc sản xuất |
| 2020    | Dispatches from Elsewhere                                               | Truyền hình          | Giám đốc sản xuất |
| 2020    | Devs                                                                    | Truyền hình ngắn tập | Giám đốc sản xuất |
| CTB     | Purity                                                                  | Truyền hình          | Giám đốc sản xuất |
| CTB     | Console Wars                                                            | Tài liệu             |                   |

Nhiều vai trò
| Năm  | Tựa          | Chú giải                                       |
| ---- | ------------ | ---------------------------------------------- |
| 1996 | Passion      | Phim điện ảnh truyền hìnhNhà sản xuất sân khấu |
| 2016 | The Night Of | Nhà tư vấn                                     |

Giám đốc tuyển vai
| Năm  | Tựa                 | Chú giải                  |
| ---- | ------------------- | ------------------------- |
| 1979 | Sanctuary of Fear   | Phim điện ảnh truyền hình |
| 1980 | The Lathe of Heaven | Phim điện ảnh truyền hình |